# San Francisco Police Department
De San Francisco Police Department (SFPD) is de politiedienst in City and County of San Francisco en San Francisco International Airport, dat in San Mateo County ligt. De SFPD is in 1849 opgericht door het raadsbestuur van San Francisco. Bij de oprichting telde de SFPD 35 man. Dit aantal is in 2022 uitgeroeid tot 2.023 man.
De SFPD is onderverdeeld in zes hoofdbureaus en telt twee patrouilledivisies. De SFPD is samen met de San Francisco Sheriff's Department verantwoordelijk voor de wetshandhaving in een gebied met 1,2 miljoen inwoners
De SFPD heeft een eigen SWAT-team, een anti-drugseenheid, een luchtvaartpolitie, reserve-eenheid, daklozenopvang en het toezicht daarop en een eigen politieacademie.

## Organisatie
De SFPD staat onder het bevel van een hoofdcommissaris (Chief of Police), die wordt aangesteld door de burgemeester van San Francisco. De hoofdcommissaris werkt samen met twee assistent-commissarissen (assistent chiefs) en vijf plaatsvervangende commissarissen (deputy chiefs). Die leiden de zes hoofdbureaus van de SFPD.

### Hoofdbureaus
| Bureau                                                | Bevelhebber                                             | Taken | Divisies |
| ----------------------------------------------------- | ------------------------------------------------------- | --- | --- |
| Administration Bureau                                 | Chief of Administration                                 | Het administratie bureau heeft de verantwoording om taken zoals het beheer van het jaarlijks budget, juridisch onderzoek en advies en logisieke support te onderhouden.                                | Het Administration Bureau heeft zes divisies                                                                                       |
| Airport Bureau                                        | Chief of Airport                                        | Het Airport Bureau is verantwoordelijk voor de beveiliging op en rond het internationale luchthaven van San Francisco. Dit omvat o.a. wetshandhaving, beveiliging en verkeerscontroles in de omgeving. | Het Airport Bureau heeft geen divisies                                                                                             |
| Chief of Staff                                        | Chief of Staff                                          | Het Chief of Staff bureau is verantwoordelijk voor de administratieve en persoonlijke afhandeling van de hoofdcommissaris. Dit omvat o.a. interne zaken, juridische zaken en pers inlichtingen         | Het Chief of Staff bureau heeft zes divisies                                                                                       |
| Field Operations Bureau                               | Chief of Field Operations                               | Het Field Operations Bureau is verantwoordelijk voor alle patrouille's en politie onderzoeken van de SFPD                                                                                              | Het bureau telt twee divisies: de Golden Gate Division en het Metro Division                                                       |
| Professional Standards and Principled Policing Bureau | Chief of Professional Standards and Principled Policing | Het Professional Standards and Principled Policing Bureau coördineert de SFPD samen met het Amerikaans ministerie van justitie.                                                                        | Het Professional Standards and Principled Policing Bureau heeft geen divisies                                                      |
| Special Operations Bureau                             | Chief of Special Operations                             | Het Special Operations Bureau huisvest alle speciale eenheden van de SFPD | Het Special Operations Bureau telt drie divisies: Homeland Security Unit, Gemeentelijke transport toezicht en de Tactical Company. |

### Politiebureaus
De SFPD telt momenteel 10 politiebureaus door de gehele stad en op Yerba Buena Island. Deze 10 politiebureaus zijn onderverdeeld in twee divisies, namelijk:
METRO DIVISION:
Deze divisie telt 5 bureaus, dit zijn:
1. Central Station
2. Mission Station
3. Northern Station
4. Southern Station (Yerba Buena Island en het westelijke gedeelte van San Francisco-Oakland Bay Bridge)
5. Tenderloin Station

GOLDEN GATE DIVISON:
Deze divisie telt ook 5 bureaus, dit zijn:
1. Bayview Station
2. Ingleside Station
3. Park Station
4. Richmond Station
5. Taraval Station